# Porto Velho Esporte Clube
El Porto Velho Esporte Clube es un equipo de fútbol de Brasil que juega en el Campeonato Brasileño de Serie D, la cuarta división nacional; y en el campeonato Rondoniense, la primera división del estado de Rondonia.

## Historia
Fue fundado el 28 de septiembre de 2014 en la ciudad de Porto Velho en el estado de Rondonia con el nombre 14 Bis como un equipo de nivel aficionado.
El club pasa al profesionalismo el 23 de abril de 2018 con el nombre Porto Velho EC, y posteriormente se afilia a la Federação Rondoniense de Futebol. Su primer torneo oficial fue en 2019 en el Campeonato Rondoniense, donde alcanzó las semifinales. Al año siguiente es campeón estatal y logra la clasificación al Campeonato Brasileño de Serie D, la Copa Verde y la Copa de Brasil para el año 2021, su primera participación en torneos nacionales.
En la temporada 2021, se consagró bicampeón estatal. Posteriormente, en su primera participación en la Copa de Brasil, cayó eliminado en primera ronda tras perder 1-0 de local ante Ferroviário del estado de Ceará. En la Serie D, quedó eliminado en fase de grupos, tras terminar en sexta posición de ocho equipos en su zona. En la Copa Verde, superó la fase preliminar tras ganar 1-0 a Sinop, aunque cayó eliminado en octavos de final en manos de Manaus, quien lo venció por 2-0.
En 2022, no pudo volver a consagrarse en el Campeonato Rondoniense, ya que no pudo ganar ninguna de las fases, terminando en cuarto puesto en la clasificación final. En su segunda participación en la Copa de Brasil, volvió a quedar eliminado en primera ronda, esta vez tras perder 2-1 de local ante Juventude del estado de Río Grande del Sur.

## Palmarés
- Campeonato Rondoniense (5): 2020, 2021, 2023, 2024, 2025